# Federació de Futbol de Tanzània
La Federació de Futbol de Tanzània (TFF) —en swahili Shirikisho la Mpira wa Miguu Tanzania—, anteriorment Associació de Futbol de Tanzània, és la institució que regeix el futbol a Tanzània. Agrupa tots els clubs de futbol del país i es fa càrrec de l'organització de la Lliga tanzana de futbol i la Copa. També és titular de la Selecció de futbol de Tanzània absoluta i les de les altres categories.
Va ser formada el 1945.
- Afiliació a la FIFA: 1964
- Afiliació a la CAF: 1965[5]

## Presidents
- Mr. Ali Chambuso 1967-1974
- Hon. Said El Maamry 1974-1987
- Mr. Mohamed Mussa 1987-1992
- Alhaji. Muhidn Ndolanga 1992-2004
- Mr. Leodgar Tenga 2004-2013
- Mr.Jamal E Malinzi 2013-2017
- Mr. Wallace Karia 2017–present